# Stadtkirche St. Jakobus (Bad Weißenstadt)

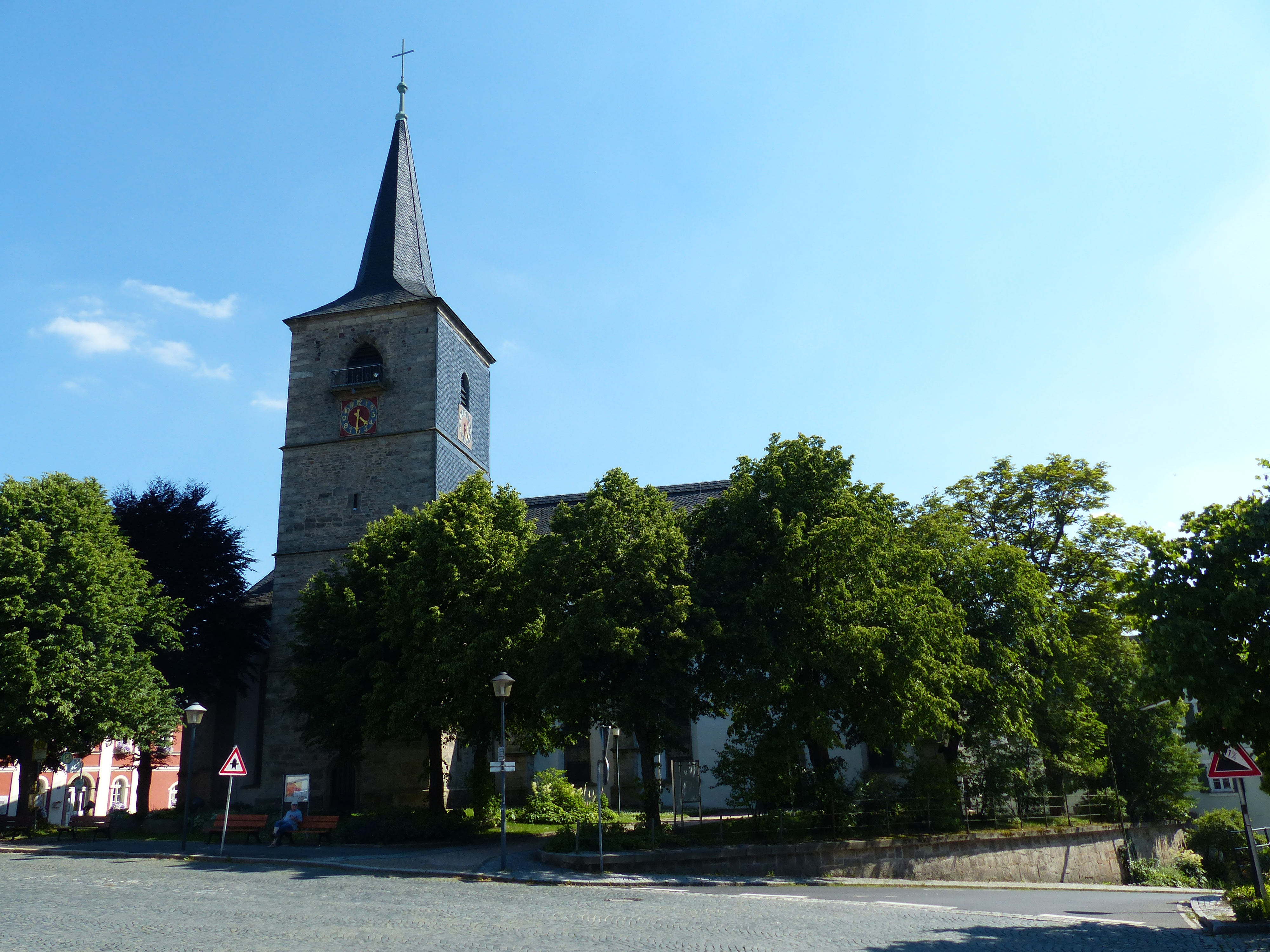
Stadtkirche St. Jakobus

Die Stadtkirche St. Jakobus ist die evangelisch-lutherische Stadtkirche und Pfarrkirche von Bad Weißenstadt. Sie gehört zum Dekanat Wunsiedel.

## Geschichte

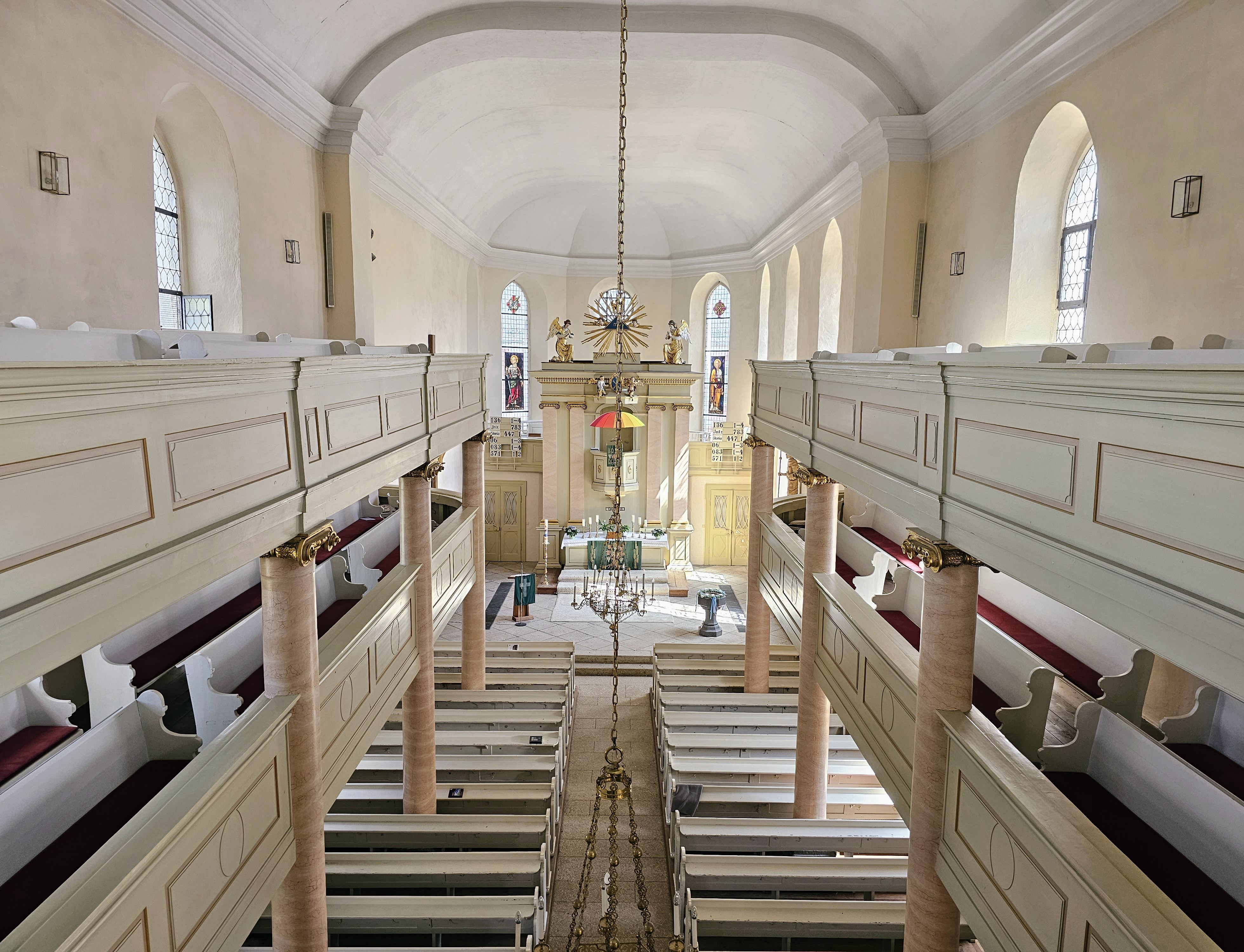
Innenraum (2023)

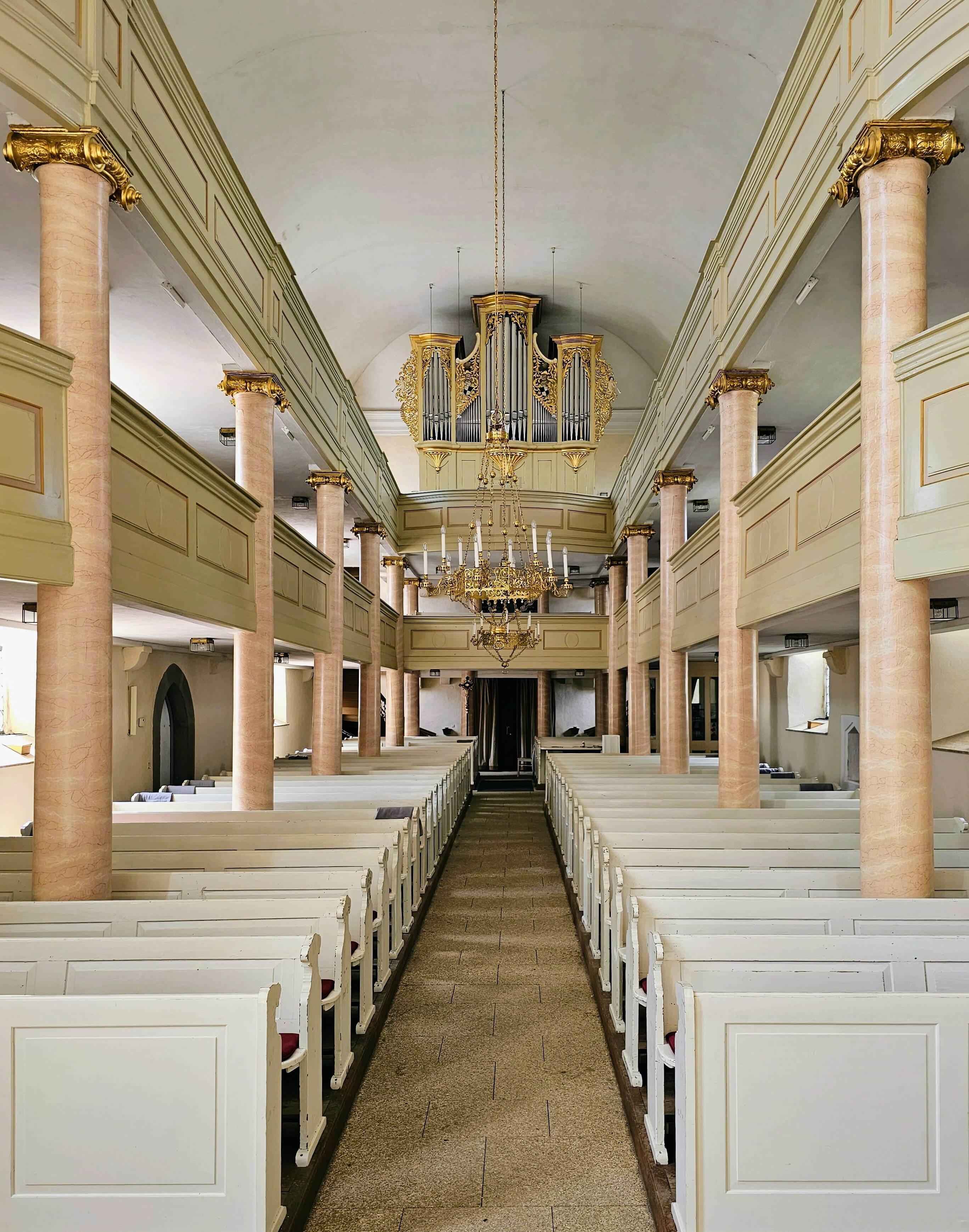
Blick zur Orgelempore

Seit einem Erweiterungsbau Anfang des 16. Jahrhunderts wurde der Sakralbau Jakobskirche genannt, wobei sich der frühere Name St. Marien (ursprüngliche Weihe „Unser lieben Frauen“) in amtlichen Schriftstücken bis weit in das 17. Jhd. finden lässt. Im frühen 17. Jahrhundert wurde die Kirche unter Superintendent Johann Christoph Layritz im Markgrafenstil umgebaut.
Bei einem Stadtbrand 1823 brannte die Kirche ab und auch die Pfarrakten verbrannten. Nach dem Wiederaufbau konnte am 31. Oktober 1827, dem Reformationstag, erstmals wieder ein Gottesdienst gefeiert werden.
Umfassende Renovierungen fanden in den 1950er Jahren sowie 1984/85 statt. Im Jahre 2010 wurde die Außenfassade der Kirche erneuert.

## Baubeschreibung
Die Kirche ist eine spätgotisch anmutende Hallenkirche mit einem spätklassizistischen saalbauartigen Innenraum und einem Walmdach. Chor und der 39 Meter hohe Turm aus Bruchsteinmauerwerk mit quadratischem Grundriss und geknicktem Spitzhelm gehen auf die Spätgotik zurück und wurden um 1518 vollendet. Das Langhaus ist in seinen unteren Mauerteilen romanisch, die gotisierenden Strebepfeiler wurden 1716 errichtet. Kurz darauf wurden die Mauern höher geführt und durch ein Barockgewölbe geschlossen.

## Ausstattung
Im Innenraum befindet sich eine in zwei Geschossen umlaufende Empore. Der spätklassizistische Kanzelaltar aus der Zeit zwischen 1827 und 1830 steht frei im Chor. Das am Altar stehende Kristallkreuz mit 24 Weißenstädter Bergkristallen wurde in den 1950er Jahren vom Gold- und Silberschmied Hermann Jünger geschaffen. Ein alt wirkendes Lutherbild schuf 1999 der Maler Christoph Wetzel.

## Orgel
Für die Vorgängerkirche ist 1654 ein Orgelneubau durch Matthias Tretzscher (Kulmbach) nachgewiesen. Friedrich Heidenreich (Hof) legte 1773 einen Entwurf für einen Neubau vor, der nicht ausgeführt wurde. Nach der Zerstörung der Orgel im Jahr 1823 baute sein Sohn Eberhard Friedrich Heidenreich (Bayreuth) im Jahr 1829 eine neue Orgel mit 17 Registern auf zwei Manualen und Pedal. Heinrich Buck renovierte die Orgel im Jahr 1867. Georg Friedrich Steinmeyer (Oettingen) ersetzte sie 1891 durch ein romantisches Werk als Opus 437 mit mechanischen Kegelladen. Der fünfteilige  Prospekt mit drei Rundtürmen im spätbarock-klassizistischen Stil und zwölf Register von Heidenreich wurden in den Neubau einbezogen. Orgelbau Sandtner führte im Jahr 2006 als Opus 320 eine Restaurierung durch und rekonstruierte die Disposition von 1891. Die Disposition umfasst seit 2006 durch die Auslagerung der Terz aus der Mixtur 18 Register auf zwei Manualen und Pedal.

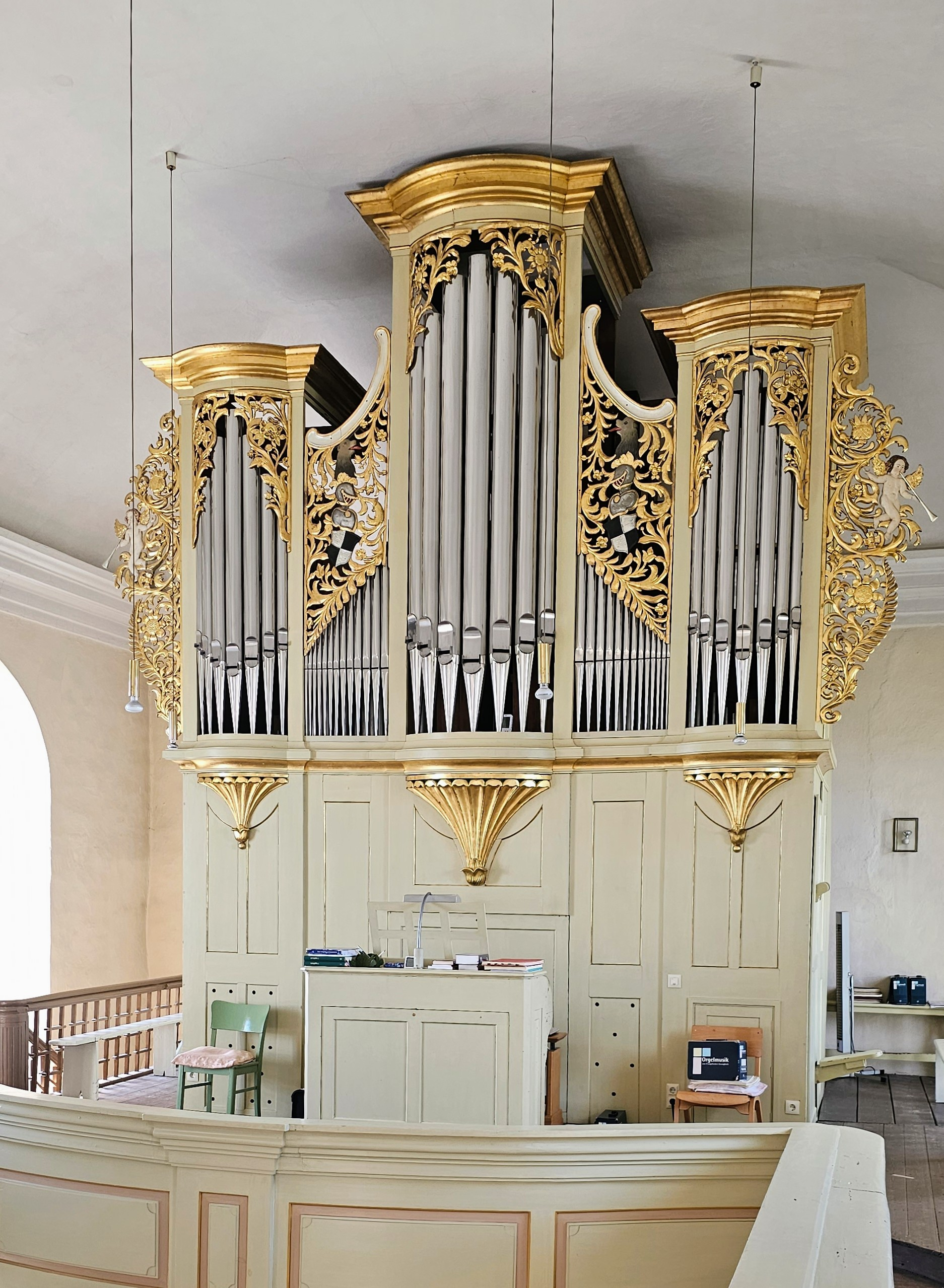
Steinmeyer-Orgel hinter Heidenreich-Prospekt

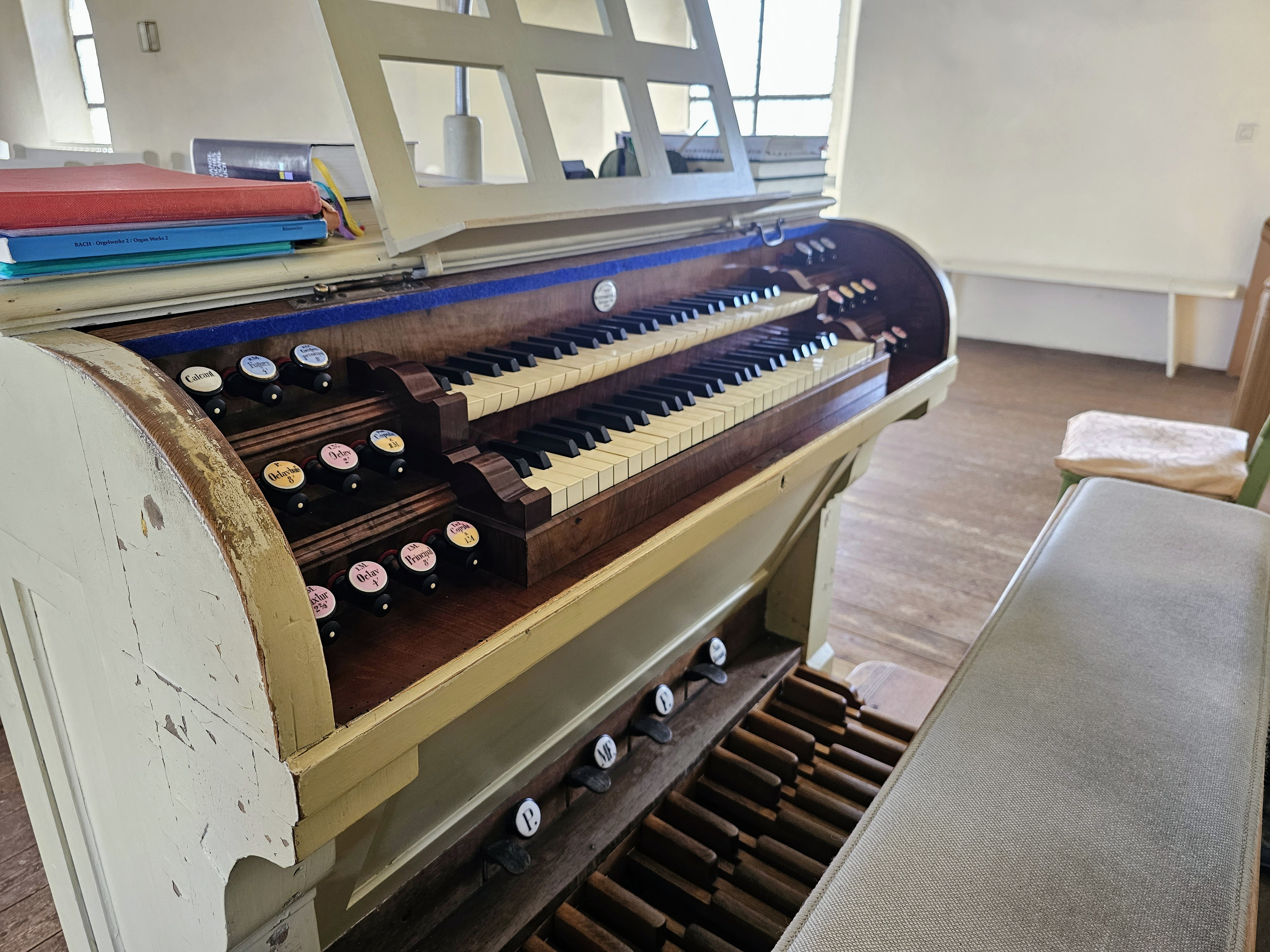
Spieltisch der Orgel

### Disposition seit 2006
| I. Manual C–f3 |        |   |
| Bourdon        | 16′    | H |
| Prinzipal      | 8′     | H |
| Gedeckt        | 8′     | H |
| Viola di Gamba | 8′     | S |
| Oktav          | 4′     | S |
| Flöte          | 4′     | H |
| Oktav          | 2′     | H |
| Terz           | 1 3⁄5′ | H |
| Mixtur         | 2 ⁄3′  | H |

| II. Manual C–f3  |    |   |
| Geigenprincipal  | 8′ | S |
| Lieblich Gedeckt | 8′ | H |
| Salicional       | 8′ | H |
| Traversflöte     | 8′ |   |
| Fugara           | 4′ | S |

| Pedal C–d1 |     |   |
| Subbass    | 16′ | H |
| Violon     | 16′ | H |
| Oktavbass  | 8′  | H |
| Cello      | 8′  | S |

- Koppeln:
  - Normalkoppeln: II/I, I/P, II/P
- Spielhilfen: Feste additive mechanische Kombinationen (p, mf, f, Auslöser), Calcant (Kalkantenzug mit Klingel)

Anmerkungen
1. ↑  gehört ursprünglich zur Mixtur, wurde als Einzelzug auf einen ehemals leeren Zug gelegt.

H = Heidenreich (1829)
S = Steinmeyer (1891)

### Technische Daten
- 18 Register, ausschließlich labial
- Windlade: mechanische Kegellade
- Spieltisch:
  - Freistehend mit Blick zum Chorraum
  - 2 Manuale
  - Parallelpedal
  - Registerzüge
- Traktur:
  - mechanische Tontraktur
  - mechanische Registertraktur

## Glocken
Im Kirchturm an der Nordseite des Gebäudes hängt ein vierstimmiges Glockengeläut aus Bronze.
| Glocke | Name                            | Gussjahr | Masse   | Durchmesser | Schlagton |
| ------ | ------------------------------- | -------- | ------- | ----------- | --------- |
| 1      | 12 Uhr- oder Gottesdienstglocke | 1949     | 1450 kg | 1320 mm     | es′       |
| 2      | 11 Uhr- oder Gebetsglocke       | 1825     | 0650 kg | 1000 mm     | g′        |
| 3      | Taufglocke                      | 1957     | 0370 kg | 0860 mm     | b′        |
| 4      | Abend- oder Gedächtnisglocke    | 1957     | 0190 kg | 0680 mm     | es″       |